# Día Internacional del Euskera
El Día Internacional del Euskera (en euskera, Euskararen Nazioarteko Eguna) es una celebración anual dedicada a la lengua vasca hablada en el País Vasco , regiones al norte de la Comunidad Foral de Navarra y algunas comarcas francesas de los pirineos occidentales, que se celebra el 3 de diciembre.

## Origen de la celebración
El Día Internacional del Euskera (ENE) fue instaurado en 1949 por la Sociedad de Estudios Vascos, pero su celebración no se institucionalizó hasta 1995 gracias a la colaboración entre el Gobierno Vasco y Euskaltzaindia.
El primer día del euskera se celebró el 3 de diciembre de 1949, organizado por la Sociedad de Estudios Vascos Eusko Ikaskuntza. En aquella época, debido a la realidad política que se vivía en España, solo se pudo celebrar en el País Vasco francés y en varios lugares de América.
En 1995, haciendo suyas las peticiones que cursaron en la primera Asamblea Mundial de la Diáspora vasca, el Gobierno Vasco y Euskaltzaindia institucionalizaron el Día Internacional del Euskera.
A partir de entonces, el Día Internacional del Euskera se ha venido celebrando todos los años el 3 de diciembre, el día de San Francisco Javier. El santo falleció el 3 de diciembre de 1552 y, según cuenta la tradición, sus últimas palabras fueron en euskera, aunque no hay constancia de eso.
El artista vasco Néstor Basterretxea creó en 2005 el símbolo de identidad de esta efeméride anual. Desde entonces, numerosas asociaciones, instituciones públicas y ciudadanos se han involucrado en la puesta en marcha de miles de actividades (mesas redondas, exposiciones, talleres, ferias, espectáculos…) para homenajear y ayudar a fomentar el idioma.
En 2010 el Parlamento Vasco aprobó una declaración institucional: “El euskera es patrimonio de la sociedad vasca, un componente imprescindible en su historia y en su cultura. Pero al igual que el resto de idiomas del mundo es patrimonio de todo aquel que tiene como seña el multilingüismo. Si se quiere proteger la diversidad de las lenguas, es necesario cuidar y promover el euskera”. 
Más adelante decía así: “El euskera tiene un recorrido muy largo, pero sabemos muy poco sobre sus inicios. Es una lengua moderna, actual y actualizada, que la sociedad quiere seguir utilizando y que está obteniendo un reconocimiento creciente en todos los ámbitos. Desde el acuerdo fundamental por el euskera, plasmado en la Ley de Normalización de 1982, hasta los intentos actuales de un acuerdo renovado, han transcurrido algunos años, un período de tiempo tal vez no muy extenso, pero en el que el conocimiento y el uso del euskera en la Comunidad Autónoma Vasca han avanzado de manera firme y espectacular”.
El texto finalizaba así: “Con la celebración del Día Internacional del Euskera queremos abrir de par en par una ventana al presente y al futuro del euskera, convencidos de que el plurilingüismo puede ejercer una influencia favorable en nuestra convivencia democrática y cohesión social”.
Hoy en día se celebra en el País Vasco, en Navarra y en el País Vasco francés.